# Střelecká pohotovost
Střelecká pohotovost je systém na zbraních sloužící k zachycení závěru v zadní poloze při prázdném zásobníku. 

## Účel
Účelem tohoto je upozornit střelce, že je potřeba přebít, a přebití urychlit.

## Historie
Jednou z prvních zbraní, na které byla střelecká pohotovost použita, byla německá pistole Luger P.08. Při zachyceném závěru stačilo mírně zatáhnout za hmatníky kloubového závěru. Ale například u pistole M1911 již byl záchyt řešen formou páčky. U samopalů té doby byl záchyt závěru zbytečný, protože zbraně střílely z otevřeného závěru. Zvláštností je puška M1 Garand, kde je závěr spouštěn samočinně, vtlačením plného nábojového rámečku.

## Současnost

### Pistole
U moderních pistolí je záchyt závěru řešen formou páčky, obvykle dosažitelnou palcem pravé ruky. Páčka záchytu je zvednuta prázdným podavačem zásobníku.

### Pušky
V případě pušek se schránkovým zásobníkem je obvykle závěr zablokován ve své zadní poloze samotnou hranou podavače zásobníku. Spouštění je řešeno různě. Například u útočných pušek M16 / M4A1 se závěr shazuje palcem tzv. slabé ruky (nevhodně někdy úderem dlaní - hrozí zranění či minutí páčky v rukavicích), u pušky (samopalu) vz.58 je třeba potáhnout za páku závěru.